# مالالی دمبله
مالالی دمبله (انگلیسی: Malaly Dembélé؛ زادهٔ ۱۷ ژوئن ۱۹۹۷) بازیکن فوتبال اهل فرانسه است که در پست مهاجم بازی می‌کند.
از باشگاه‌هایی که در آن بازی کرده‌است می‌توان به باشگاه فوتبال نانسی اشاره کرد. مالای دمبله یکی دیگر از برادران عثمان دمبله است